# Loretz-d'Argenton
Loretz-d'Argenton é uma comuna francesa na região administrativa da Nova Aquitânia, no departamento de Deux-Sèvres. Estende-se por uma área de 52.64 km². Em 2010 a comuna tinha 2 673 habitantes (densidade: 50,8 hab./km²).
Foi criada em 1 de janeiro de 2019, a partir da fusão das antigas comunas de Argenton-l'Église (sede da comuna) e Bouillé-Loretz.